# Élections générales espagnoles de 1914
Les élections générales espagnoles de 1914 sont les élections à Cortès tenues en Espagne le dimanche 8 mars 1914, au suffrage universel masculin. Il s'agit des 14es élections sous l’égide de la Constitution de 1876, les 15es de la Restauration.
Les élections ont lieu quelques mois avant début de la Première Guerre mondiale, au cours de laquelle l'Espagne se déclarera neutre.
Comme lors de toutes les élections de la Restauration, elles donnent la majorité au parti nouvellement nommé au gouvernement, en l'occurrence le Parti conservateur, gouvernement présidé par Eduardo Dato. Le résultat était en effet en grande partie déterminé à l'avance (« encasillado ») grâce à la fraude électorale systématique réalisée via le réseau de caciques déployé sur tout le territoire. En effet, dans le régime politique de la Restauration, les gouvernements changeaient avant les élections et non après, comme c'est normalement le cas dans un régime parlementaire,,.

## Composition du Congrès des députés après les élections
| ← Élections générales en Espagne, 8 mars 1914 →                    |        |                              |
| Parti/faction                                                      | Sièges | Leader                       |
| Conservateurs                                                      | 193    | Eduardo Dato                 |
| Parti libéral                                                      | 84     | Romanones                    |
| Parti libéral - démocrates                                         | 38     | Manuel García Prieto         |
| Conservateurs (mauristes)                                          | 22     | Antonio Maura                |
| Ligue régionaliste                                                 | 13     | Francesc Cambó               |
| Coalition Union Fédérale Nationaliste Républicaine - Parti Radical | 11     | Alejandro Lerroux            |
| parti réformateur                                                  | 11     | Melquíades Álvarez           |
| Conjonction républicano-socialiste                                 | 10     | Roberto Castrovido Sanz      |
| Coalition Communion traditionaliste - Intégriste                   | 7      | Enrique de Aguilera y Gamboa |
| Conservateurs (ciervistas)                                         | 5      | Juan de la Cierva y Peñafiel |
| catholiques indépendants                                           | 5      | Marquis de Santillana        |
| Parti républicain démocratique fédéral                             | 1      | Joaquín Pi y Arsuaga         |
| Parti d'union républicaine autonomiste (PURA)                      | 1      | Félix Azzati                 |
| Nationalistes républicains catalans                                | 1      | Francesc Macià               |
| Indépendants                                                       | 5      |                              |
| non classé                                                         | 1      |                              |
| TOTAL                                                              | 408    |                              |